# Валоне (Болцано)
Валоне је насеље у Италији у округу Болцано, региону Трентино-Јужни Тирол.
Према процени из 2011. у насељу је живело 30 становника. Насеље се налази на надморској висини од 1255 м.